# ところ天の助
ところ天の助（ところてんのすけ）は、漫画『ボボボーボ・ボーボボ』『真説ボボボーボ・ボーボボ』に登場する、架空のキャラクター。

## 人物
身長は基本的に自在（平均的には、155cm）。体重は45パック分（何の45パック分かは不明）。足のサイズは400平方cm。誕生日は10月10日の天秤座。（アニメでは10月5日）。血液型はライチ型（作中の出血シーンにおいて血液の色などに違いは見られない）。公式発表されている年齢は「賞味期限切れ」。チャームポイントは「おいしそうな見た目」。好物はししゃも。趣味は料理。特技はプルプル真拳と独唱。嫌いな物は「ね」。尊敬する人は自分自身。体の色は水色で、眼の色が原作は水色、アニメではオレンジと異なっている。
「ぬ」の文字が入ったハンカチを愛用していて、かなりの「ぬ」マニア。防御するときは「ぬ」のハンカチガードを多用するが、効果があるときと無いときがあり､ぬのハンカチが役に立たなくても､ダメージを受けているはずなのに痛み一つ感じなかったりする。ボーボボ・首領パッチとまとめて「3バカ」と呼ばれ、3人で共闘することが多い。ヘッポコ丸と仲が良く、たまに「とこ屁組」でコンビを組む。バラバラになろうが、粉々になろうがいつの間にか蘇ってくるため、ほぼ不死身である。実は身体の95%がところてん、残り5%はゼリーで出来ている。
自分自身がところてんなせいか、他者にところてんを配ったり、ほかの食べ物キャラが活躍するとそのキャラがところてんから主食の座を奪おうとしていると思い込んで自分も活躍しようとしたり等、ところてんを大衆に馴染ませようとしている部分もある(そもそも作中の飲食物キャラクター全般は食べられることを最大の喜びとする傾向にあり、飲食物を粗末にする場面に出くわすと総じて怒りを見せる)。特に豆腐と深い確執があり、逆にゼリーやこんにゃくには仲間意識を抱いている。ちなみに自分自身はところてんを主食として食べているわけではない（本人曰く、カレーとかを食べているらしい）。自身を食べるよう促したり、一方的に食われたりする時もある。登場して間もなくはボーボボも褒めるほど美味いところてんだったが、連載が進むにつれてマズいキャラが定着した。
プルプル真拳の使い手で、真拳使いとして相応の実力も持ち合わせている。8区隊長ですら「ボーボボの姉ブーブブと互角」と言われる発毛獅士の3区総隊長さすらいの豆腐を倒したこともある（発毛獅士は担当区の数字が小さくなるほど実力者）。しかし､体質故どれだけ力んだ攻撃でも「ぷるん」の効果音一つで終わりの奥義が多い（相手の真拳の力を10倍にして返す技を敵に使われた際、10倍になったプルプル真拳の攻撃を受けるがまったく意に介していなかった）。また、基本的に食べ物キャラ以外の強敵には逃げ腰であり、田楽マンと共に寝返ることがよくある（失敗する）。そのためかボーボボの仲間になった以降は弱い印象が見られることもあり、真説からは首領パッチ（通常状態）ともども、単体では弱いと評されるようになってしまった。
体が変幻自在で武器になりやすく、鼻毛真拳並みに応用力のあるプルプル真拳を持っているため、どちらかと言えば他人（ボーボボやヘッポコ丸等）と協力して強くなるある種の触媒としての働きのほうが多く、主戦力の一人だが、ボーボボや首領パッチと比べるとツッコミ役やいじられ役に回る事が多い。そのため、ビュティやヘッポコ丸がツッコミをできない状況ではかなり的確なツッコミを見せる。適応力に関してはメンバーの中でも随一で、発見に数年かかるとされている「超協力奥義」を首領パッチ・破天荒と共にたった1ヶ月の修行で身につけた（これについてはボーボボも感心していた）。また、ボーボボ組に入って間もないポコミとも息の合ったバトルを見せている。このように他の仲間に利用される前提とは言え，バトルに参加する割合は首領パッチに並んで多いため、それなりに戦闘での有用性は認められている様子。
3バカの中では一番まともな言動が多く、本人の「ところてん歴34年」という発言から実はメンバー最年長の可能性がある（能力扱いのエクストラダンディ＝地雷ダンディと年齢不明のガ王・サービスマン・つけものを除く）。
基本的にはボーボボに拾われた恩義からボーボボ一行に付いて行っているためか虐げられる民衆への関心は薄く、マルハーゲ帝国の同窓会に（図らずとはいえ）出席するなど帝国と自ら対立している訳でもない。
『キン肉マン』やその関連作品のパロディをやる際には、テリーマンことテリの助の立場になることが多い（第一部では、マッスル・ドッキングを行ったり、シューズの紐が切れたりしている。『真説』では、マスク狩りによって現れた正体がテリーであった）。ボーボボがテリーマンの行動をする際にはキン肉マンになる。
ボーボボたちが移動手段に困る度に「ぬ」の乗り物を出しているが、その都度ソフトンが出した乗り物（ウンコを模したものであるため、作中ではそのまま「ウンコ」と呼ばれている）に負けている（『真説』ではハンペンも同じ目に遭っている）。
元々は奥義2（第一部2話目）における一発キャラだったが、彼がボスのAブロック編では作品初の長期戦が繰り広げられ、仲間になった後はヘッポコ丸から出番トップ4の座を奪い（他の3人はボーボボ、ビュティ、首領パッチ）、第一部中盤は主人公のボーボボを人気投票で上回っていた。
カップヌードルにお金を入れて三分待つことで、＄マークで口をふさぎ､麺の様な髪を持つ「ぬー＄の戦士」に変身できる。無駄に強い。金天ボのカジノの経営者であり､複数いる。
英語版ではJelly Jiggler（「ゼリーのプルプルする者」という意味）という名前となっている。

## 来歴
不明→毛狩り隊Dブロック基地隊員（20年前）→黒板消し→スーパーの商品→毛狩り隊Aブロック隊長→スーパーの商品→ボーボボの仲間→スーパーの商品→ハジケブロック雑用→ボーボボの仲間→大学生→ボーボボの仲間
少年時代はナルシスト。昔ほどではないが、今でも、「尊敬する人は自分自身」とするなど、ナルシストな面を持つ。
20年前はDブロック基地隊員であり、10年前にはツル・ツルリーナ4世の元でハイドレートを闇に葬る手伝いをした。その際、地雷ダンディの爆発に巻き込まれず逃亡している。その後毛狩り隊を解雇された模様で、黒板消しになったが、使われる前に溶けて消えてしまった。スーパーで10円、さらに1円で売られたのち、真拳使いとしてスカウトされ、毛狩り隊Aブロック隊長となる。
Aブロック基地でボボパッチに敗れた後は再びスーパーで売れ残る日々を送っていたが、軍艦に攫われたビュティを助ける為に戦力を集めていたボーボボに10円で買われ、仲間（6人目の戦士）となる。軍艦戦後は再びスーパーに戻ったが、キャプテン石田に買われ、ハジケブロックでこき使われていた（火星侵略の際は真っ先に送られる）。キャプテン石田がやられた後、再度ボーボボ達に合流した。
ビービビとの戦いの終結後は、前から通っていた大学へ戻ろうとして（しかしながらビュティの発言にもある通りこのような設定は元々存在せず、完全なネタである可能性は否定できない）トラックに轢かれた。
『真説』開始直後に登場した天の助の使いの者であるコンニャク曰く、何故か「身動きが取れない状態」であったらしい。だが､おまけのページでは吹雪にまみえた小屋の中でと鬼瓦マンとハンペンとキノコがびっしり生えた田楽マンと一緒に再登場を待っていた。
名古屋城での戦いでついに再登場を果たす（しかし、名古屋兄弟の手下に捕らえられての登場という、再登場早々からのいじめられ役だった）。そこで早速ところてんマグナムを撃たれ､その容赦のなさから「やっとこのマンガに帰ってきた」と呟いた。異常なまでの問題点を指摘されながらも魚雷ガールとの修行を終え、【東京マルハーゲ23区】へ行く。

## 技
ところてん鉄砲
体からところてんの弾を発射する技。このところてんは何故かライチの味がしたらしい。
オロチ拳
背中からところてんの龍を生み出して攻撃する技。
ところてんロケット
足からのロケット噴射で敵に突撃する。
極上料理
皿の上のくるまって相手に自分を食わせ、その直後に「食われとるがなー！！」とノリツッコミをする技。
ぬのハンカチガード
ぬのハンカチを盾にして防御する。しかし、ほとんど役に立たない。
ところてんジェット
ジェット機のような勢いで敵に突撃する技。最高時速は300㎞。
ところてんトランポリン
普通に飛んで行ったため使われなかった。
ところてんマグナム
中盤でよく使うタッグ技。元ネタはキン肉マンに登場する悪魔超人サンシャインのタッグ技「サンシャインマグナム」。初使用は威力は無かった。首領パッチ版もあり、ダブルマグナムという技があるがこちらは味方にヒットする。
アメーバ空域
体をアメーバ状に変形させ、敵を飲み込む技。ただし、体積は変わらない。
内臓マグナム
ボーボボの腹の内臓から繰り出すマグナム。OVERには通用せず恐ろしいくらいの無表情でつぶされてしまった。
アニメ版では技名が「アフロマグナム」に変更されているが、こちらはボーボボにかわされたため不発に終わっている。
超硬化
ぽいだけで実際は攻撃を貫いている。
ところ天ドリンク
ドリンクになる技。続いてボーボボのW奥義「ところ鼻毛」になるために使用。
手足伸天
手足を伸ばす技。
ぬのハンカチガード2枚
2枚のぬのハンカチで防御する。１枚のときと同様、全く役に立たない。
双龍牙斬烈破
首領パッチと共に使用した技。回転しながらの上昇アッパー。
ところてんプレス
敵に飛び乗り押しつぶす技・・・と思いきや、ただ跳ねるだけという技。
球砕弾
ボール状に変形し、敵にぶつかる技。
ところてん怒りの乱舞
魚雷ガールに体を貫かれた後、ハリセンで相手を叩きまくる。
学校の備品を粗末にするヤツへの教頭チョップ
ただの右手チョップ。
ぬ感覚
「ぬ」の字で相手の動きを予測する。
漢拳
ボーボボに伝授した技。
くねくねします
くねくね動いて相手の攻撃をかわす。
ところてんトレイン
電車の車両に変形して突撃する。
コビ売り
相手に温泉バナナを渡して媚を売る。後に進化形である「ローリングコビ売り」、ところてんギフトセットを配りながら進む「作戦C(コビ売り)」などの発展技も登場している。
パピロン
ソフトンの技を真似たときに出た技。
復活のパピロン
トイレに流された後、マンホールから飛び出して攻撃する。
カギチェンジ
鍵に変形する。
ローリングつばぺっぺ
回転しながら相手に唾を吹きかける。アニメでは技名が「ローリングチューチュー」に変更されている。
青春のめくるめく輪舞（ロンド）
回転しているツルリーナ3世の上に飛び乗り、自分も回転するだけ。
超ところ弾
回転しながらの体当たりで、かつてヘッポコ丸を苦戦させたほどの実力者で元部下である毛狩り隊Aブロック副隊長カツを一撃で倒した技。
ぬのハンカチマジック
マジックのように机の上にぬのハンカチを起き、それを離して机に「ぬのカブト」を出現させる手品。
天ちゃんヒップ
名前の通りのヒップアタックだが、天の助の物理攻撃にはめずらしく、白狂を吐血させるほどの威力を誇る。
大暴れ天ちゃんタイフーン99
力強く回転して攻撃する技。
ペンライト・エクスプレス
キレイすぎるペンライトの光を振り回す技。
無限残像分裂"天十"
十体に分身する技だが、分身は本体とは似ていない。
N・P・P・A(ノン・プル・プル・アタック)
鋼鉄のハンマーで相手を殴り付ける技。
ところてんソーラー・システム
太陽電池に変身し、相手に強烈な直射日光と太陽光線を浴びせる技。
苦労クロウ
とばっちり奥義。鉤爪に変化させた拳とともに、自らの壮絶な人生の記憶を叩き込む技。

## 「ぬ」について
平仮名文字ぬが好きなせいか、ぬのハンカチをはじめさまざまな『ぬ』が書かれているグッズが作品中に登場する。これらは頭文字を「ぬ」にして呼ばれることもある。
作品中に出てくるぬグッズ
ぬのハンカチ
最初に登場したぬグッズ。後に商品化。破れるたびに繕って使いまわししている。遊戯王やぬらりひょんの孫に登場したこともある。
ぬのパジャマ
ぬの乗り物
船や車などが存在するが、全く使われることがなくお蔵入りとなる。
ぬの家
ぬのハンカチがそこら中に吊るされた家。モデルは幸せの黄色いハンカチのラストシーン。
ぬ円
ハレクラニによって硬貨に変えられた天の助の姿。専用コーナーでぬ関連の文房具が買える。
ぬの陰陽師
「聖鼻毛不思議ボックス」に落下した天の助の姿。「ね」と闘っていた。
ぬの文房具
後にシャーペンと下敷きが特典グッズ化された。
ぬの店
ぬの絵本
「ぬ」献上ゲーム
ランバダ戦でボーボボが使用した奥義「レトロ・ゲーム・プレイング」の中で登場。空から降ってくる「ぬ」をキャッチして、ピラミッドを登り天の助に献上するゲーム。後に爆闘ハジケ大戦でミニゲーム化する。
ぬチマキ
「ぬのハチマキ」として商品化されている。
ぬーメラン
「ぬ」を模った投擲武器で､投げると戻ってくるが、結局自滅する。
ぬっチャリT-3
手足に車輪をつけた天の助の姿。
ぬのカブト　
ぬのハンカチ水玉
かなり従来品より高級らしいが、さすらいの豆腐との戦闘において一瞬にして灰塵となった。
作品中以外のぬ関連
ぬのレジャーシート（マジで!!?真拳勝負）
ぬのケーキ（ゲーム『マジで!!? 真拳勝負』攻略本)
ゲーム『マジで!!? 真拳勝負』攻略本の企画にて作られ、その後実際に商品化された。「おたんじょうびおぬでとう」のメッセージが書かれたクッキーが添えられている。
ぬの壁紙（パソコン）
ハドソンの公式サイトで配布されている。
ぬのTシャツ（赤マルジャンプの通信販売のみ）
ぬのマグカップ
Mekke!の商品。
クッション
裏面にぬが書かれているボボ屋限定の商品。
ぬのカレンダー
卓上型のカレンダー 2005年用。
みんなの名前の頭文字をぬにしてやるぜ
爆闘ハジケ大戦内で天の助の願い事。全員（人以外も例外ではない。自分の名前は不明）の名前（苗字は含めない）の頭文字をぬにしようとしていた。

### 「ぬ」のハンカチの起源
作者曰く、PS2版ゲーム『ハジケ祭』の攻略本用に描かれた絵に均一に『ヌ』の文字が書かれたハンカチをおじさんが使っていたのが面白かったので、天の助を再登場させる際のキャラ付けとして天の助の再登場と共に「ぬのハンカチ」が登場したとのこと。

## キャスト
声優
- 長嶝高士（ゲーム『ハジけ祭』）
- 園部啓一（テレビアニメ版）
- Jamieson Price（テレビアニメ版・英語吹き替え版）

俳優
- 兎（ロングコートダディ）（舞台『超ハジケステージ☆ボボボーボ・ボーボボ』）

テレビアニメ版でナレーション及びサービスマンの声を担当した太田真一郎は天の助役のオーディションに落ちたことを述懐している。